# Heaven's Open
Heaven's Open fue el último trabajo de Mike Oldfield para la discográfica Virgin.
Lanzado al mercado en 1991, es una obra que recupera la fórmula de Islands, con una primera mitad de temas vocales y un tema instrumental largo como segunda parte.
Este último trabajo de Oldfield para Virgin es claramente una obra realizada para liberarse del contrato con la discográfica inglesa. 
El tema instrumental Music from the Balcony, de 19:44 de duración, es una amalgama experimental de temas con altos contrastes dinámicos.
Mike Oldfield firmó este álbum como Michael Oldfield; es la única vez que lo ha hecho así. Al igual que Amarok, Heaven's Open está lleno de referencias al conflicto que tenía con la discográfica Virgin. Así, el propio título del álbum indica a las claras la liberación del contrato con Virgin y la portada del mismo, donde unas palomas salen de un huevo es una clara referencia a la liberación que este trabajo suponía para Oldfield.

## Temas
1. Make Make 4:16
2. No Dream 6:02
3. Mr. Shame 4:22
4. Gimme Back 4:09
5. Heaven's Open 4:28
6. Music From The Balcony 19:44

## Cantantes
1. Vicki St James
2. Silvia Mason-James
3. Dolly James
4. Shirlie Roden
5. Valerlie Etienne
6. Anita Hegerland
7. Nikki 'B' Bentley
8. Thom Newman

## Músicos
- Simon Phillips, Batería.
- Dave Levy, Bajo.
- Mickey Simmonds, Órgano Hammond, Piano.
- Michael Oldfield, Voces, Guitarras, Teclados.
- Andy Longhurst, Teclados.
- Courtney Pine, Saxofones, Clarinete Bajo.

- Datos: Q1034694